# Athyrma discimacula
Athyrma discimacula är en fjärilsart som beskrevs av George Francis Hampson 1926. Athyrma discimacula ingår i släktet Athyrma och familjen nattflyn. Inga underarter finns listade i Catalogue of Life.